# 灵川县
灵川县是中国广西壮族自治区桂林市的辖县，位于桂林市北25公里，漓江西岸，湘桂铁路穿过。县内有青狮潭水库。面积2288平方公里，县人民政府驻灵川镇銀渠路48號。

## 历史
1949年11月间，中国人民解放军第四野战军攻占灵川县。

## 人口
根據第七次人口普查數據，截至2020年11月1日零時，靈川縣常住人口為422776人。

## 行政区划
灵川县下辖7个镇、3个乡、2个民族乡：
灵川镇、大圩镇、定江镇、三街镇、潭下镇、九屋镇、灵田镇、潮田乡、大境瑶族乡、海洋乡、兰田瑶族乡和公平乡。

## 交通
- 贵广客运专线：桂林西站
- 泉南高速、 桂林绕城高速
- 322国道

## 名胜
- 江头村和长岗岭村古建筑群、青狮潭旅游度假区、龙岩(金山禅院)景区、古东森林瀑群、大圩古镇、金山岩景区

## 友好城市
- 日本山梨县西桂町（2006年8月30日）